# Босдорф
Босдорф (нем. Boßdorf) — деревня в Германии, в земле Саксония-Анхальт. Входит в состав города Виттенберг района Виттенберг.
Ранее Босдорф имела статус общины (коммуны). В её состав входили населённые пункты Ассау, Керцендорф и Веддин. 1 января 2010 года община Босдорф вошла в состав города Виттенберга.
В 2010 году в Босдорфе проживало 318 человек, в 2011 — 310, в 2012 — 304.